# Brazeau River
Der Brazeau River ist ein Fluss im westlichen Alberta in Kanada. Er ist ein Hauptzufluss des North Saskatchewan River.
Der Fluss wurde nach Joseph Brazeau benannt ist, einem Linguisten, der an einer Expedition John Pallisers in diese Region teilnahm.

## Flusslauf
Der Fluss hat seinen Ursprung in den Höhenlagen der Kanadischen Rocky Mountains im Brazeau Lake, welcher von Bächen des Coronet-Gletscher und der Queen Elisabeth Ranges gespeist wird. 
Er durchfließt die Ausläufer der Rocky Mountains in östlicher Richtung und mündet zwischen Drayton Valley and Rocky Mountain House bei Brazeau Forks in den North Saskatchewan River.
Der Oberlauf des Brazeau River verläuft vom Jasper-Nationalpark zum Brazeau Canyon Wildland-Park. Das O'Chiese Indianerreservat liegt am Zufluss des Nordegg River. 
Die Gesamtlänge des Brazeau River beträgt 210 km. 

## Wasserkraftnutzung
Der Brazeau River wurde schon früh für die Wasserkraftnutzung ausgewählt.
1913 wurde ein erster Damm am Fluss erbaut. Brazeau Lake wurde als Wasserspeicher vorgesehen, stellte sich aber aufgrund unterirdischer Abflüsse als untauglich heraus.
So wurde das Projekt, die Ballungsräume Edmonton und Calgary mit Strom vom Brazeau River zu versorgen, aufgegeben.
Der Brazeau Dam staut den Fluss im Unterlauf zum 99 km² großen Brazeau Reservoir.
Der angeschlossene Wasserkraftwerk mit einer Kapazität von 355 MW und einer Jahresleistung von etwa 394 GWh ist das größte in Alberta.
Eine Besonderheit des 1965 genehmigten Wasserbauprojekts ist ein Pumpensystem, welches in der Lage ist, Wasser aus dem Stausee in einen 20 km langen Kanal zu heben, so dass das angeschlossene Wasserkraftwerk auch bei niedrigen Wasserständen betrieben werden kann.

## Zuflüsse
- Boulder Creek
- Four Point Creek
- Brazeau Lake
  - John-John Creek
- Upper Longview Lake
- Job Creek
  - Whisker Creek, Whisker Lakes, Job Lake, Leah Lake, Samson Lake
- Isaac Creek
- Race Creek
- Southesk River
  - Southesk Lake
- Thistle Creek
  - Chimney Creek
- Marshybank Creek
  - Marshybank Lake
- Canyon Creek
- Moosehound Creek
- Cardinal River
- Blackstone River
- Elk River
- Nordegg River